# Webographie
 (janvier 2024).
Motif : Style non encyclopédique, rédaction déficiente, références pauvres
La webographie (ou sitographie) est une liste de contenus, de pages ou de ressources du Web relatives à un sujet donné. Ce mot est récent mais déjà très utilisé. Il est construit sur le modèle du mot bibliographie.
Dans le même esprit que les références bibliographiques, les références webographiques correspondent à une énumération de sites internet.
Si on l'accepte, alors l'auteur d'une ou plusieurs webographies peut être appelé un webographe (comme on parle d'un bibliographe), mais on préfèrera parler d'un webographiste si l'on veut conserver le mot webographe pour la machine à... webographier  (comme pour télégraphie, télégraphe, télégraphiste et télégraphier).
Un documentaliste fait classiquement de la veille sur un sujet choisi à partir du contenu des bibliothèques. En étendant cette veille au contenu du web il deviendrait webographiste.
Un webographiste fera donc une indexation manuelle du web - par opposition aux indexations automatiques - en construisant, partageant et publiant des marque-pages du web, auxquels il associera des mots-clés ou des descripteurs définis librement ou par des standards, et des liens à des taxonomies sociales ou professionnelles. 

### Webographie
- Bibliosurf est une webographie de la critique littéraire.